# 片瀬チヲル
片瀬 チヲル（かたせ ちをる、1990年10月17日 - ）は、日本の小説家。北海道帯広市出身。

## 経歴
2009年北海道帯広柏葉高等学校卒業後、明治大学文学部に入学。2012年「泡をたたき割る人魚は」で第55回群像新人文学賞優秀作に選ばれデビュー。

## 作品リスト

### 単行本
- 『泡をたたき割る人魚は』（講談社、2012年）
  - 初出:『群像』2012年6月号
- 『遅刻魔クロニクル 〈いきなり最強YouTuber!〉ノベルプロジェクト』（レイターズ 原案、KADOKAWA、2018年5月）
- 『カプチーノ・コースト』(講談社、 2022年12月)
  - 初出:『群像』2022年10月号

### アンソロジー収録作品
- 「ナメクジ・チョコレート」 - 『村上春樹への12のオマージュ いまのあなたへ』（NHK出版、2014年5月）
  - 初出:『NHKラジオ 英語で読む村上春樹』2014年2月号

### 雑誌掲載作品
- 「コメコビト」（『群像』2013年4月号）
- 「草の婚約」（『群像』2016年2月号）
- 「かわいい獣」（『群像』2024年5月号）
- 「そこで火を焚く」（『群像』2025年4月号）

### エッセイなど
- 「ヒロインへの階段」（『すばる』2012年10月号）
- 「Author's Eyes 無防備な傘」（『文學界』2023年2月号）

### その他
執筆協力
- 八月のシンデレラナイン 北風に揺れる向日葵（ファミ通文庫、2018年4月）